# Parques nacionales de Mozambique
En Mozambique, los parques nacionales ocupan una superficie en torno a 40.000 km². Por otro lado, las reservas nacionales donde viven grandes animales y que no tienen el mismo estatus de protección y atención turística ocupan más de 55.000 km². Destacan dos grandes zonas geográficas protegidas, a ambos extremos del país, la Reserva Nacional de Niassa, al norte, y el proyecto de Parque transfronterizo del Gran Limpopo con casi 50.000 km², al sur. 

Proyecto del Parque transfronterizo del Gran Limpopo, con más de 35.000 km²

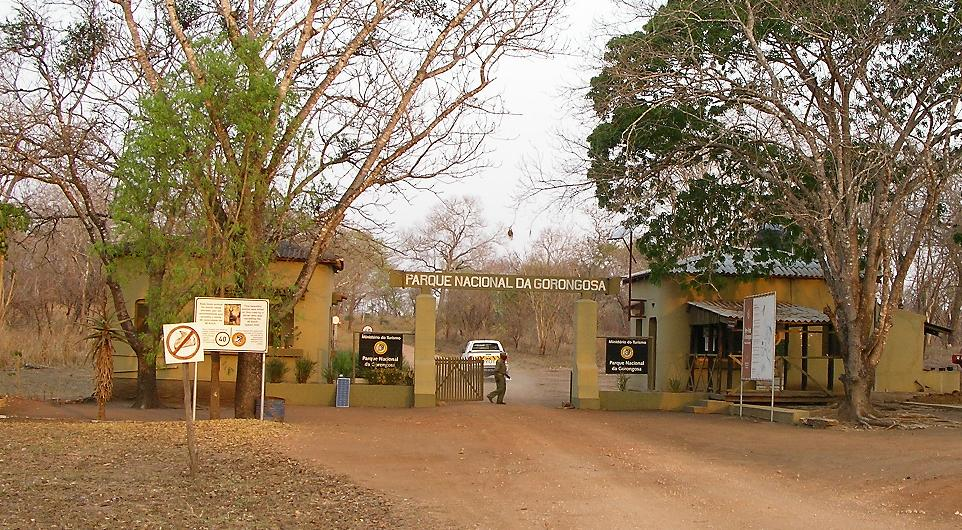
Entrada al Parque nacional de Gorongosa

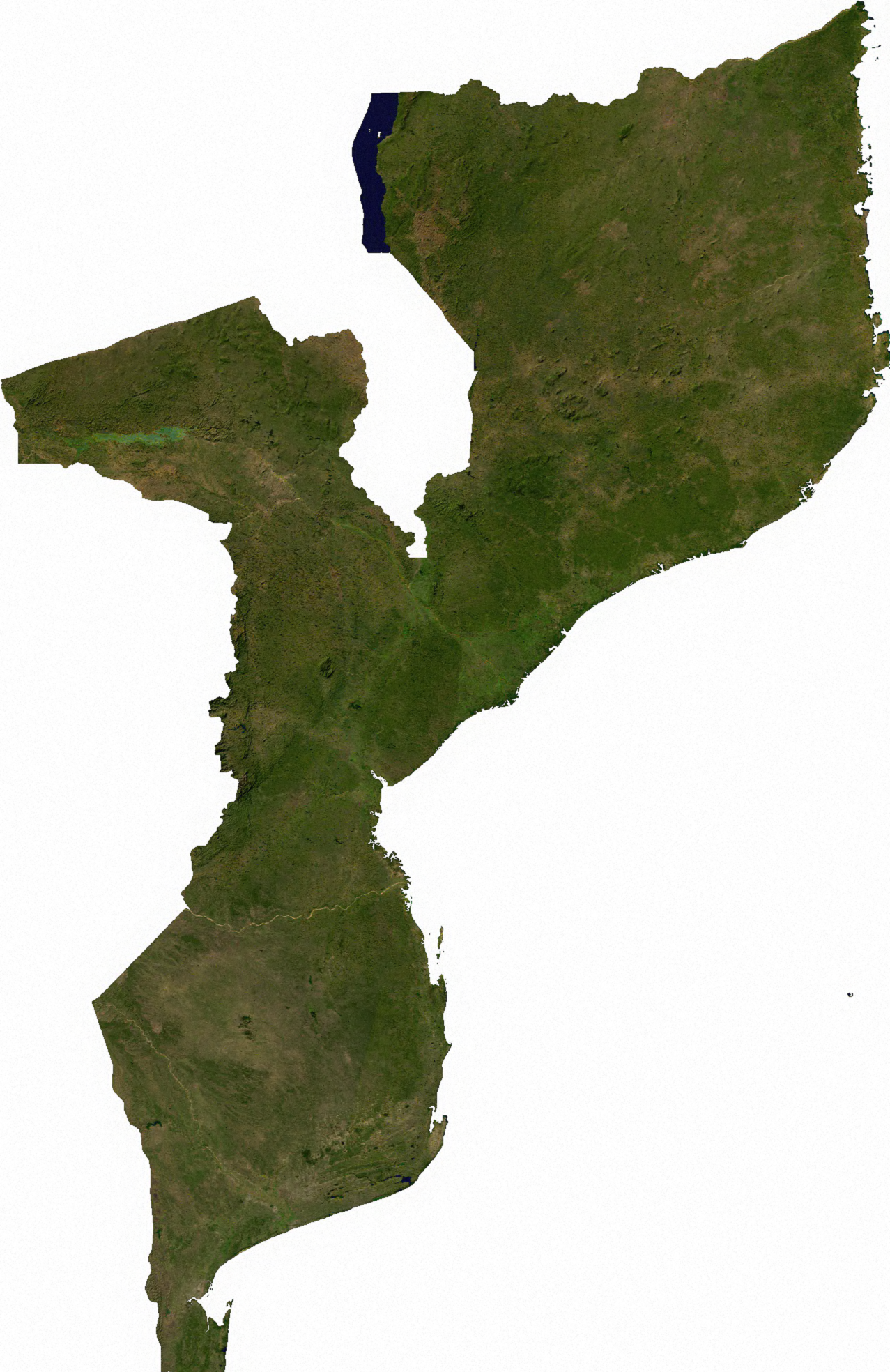
Imagen satelital de Mozambique.

- Parque nacional de Banhine, 1973, en Gaza, cuenca del río Limpopo, 7.250 km², semiárido, humedal, búfalos, cebras, ñus azules, alcéfalos, etc. Está previsto añadirlo al Parque transfronterizo del Gran Limpopo.[1]
- Parque nacional de Bazaruto, en Inhambane, 1971, 1.463 km², archipiélago coralino de seis islas de Bazaruto: Bazaruto, Benguerra, Margaruque, Santa Carolina (Paradise Island), Banque y Pansy Shell; aves, coral.
- Parque nacional de Gorongosa, en Sofala, 1960, 5.370 km², en el Gran Valle del Rift, centro del país, monte Gorongosa, granito, 1.863 m de altitud, bosque montano húmedo, gargantas, llanura de miombo, pradera; reintroducción de especies después de la guerra.[2]
- Parque nacional de Limpopo, 11.233 km², al sur, forma parte del proyecto de Parque transfronterizo del Gran Limpopo, que agrupa el Parque Nacional Kruger de Sudáfrica y el Parque Nacional Gonarezhou de Zimbabue y contará con 35.000 km²; sabana arbolada de mopane del Zambeze; grandes mamíferos trasladados desde Krüger a partir de 2004.[3]
- Parque nacional de Magoe, en la provincia de Tete, al oeste, orilla sur del embalse de Cahora Bassa, 3.558 km², hipopótamo, leopardo, león, etc.[4]
- Parque nacional de Quirimbas, Cabo Delgado, 2002, 7.506 km², archipiélago de las islas Quirimbas, en el nordeste, bosque costero, manglares y coral.[5]
- Parque nacional de Zinave, Inhambane, 1973, 4.000 km², en el sur, está previsto añadirlo al Parque transfronterizo del Gran Limpopo.[6]

El Parque transfronterizo del Gran Limpopo engloba tres parques nacionales de Mozambique (Limpopo, Banhine y Zinave), el Parque nacional Kruger, de Sudáfrica, el Parque nacional de Gonarezhou, de Zimbabue, la Reserva de elefantes de Maputo, en Mozambique, y varias áreas protegidas que sirven de enlace entre los parques que no están conectados entre sí, como Sengwe, que une Gonarezhou con Kruger, el triángulo Pafuri de Makulele un área de 240 km² al norte de Kruger, en el río Limpopo y la Malipati Safari Area, al sudeste de Gonarezhou.
Por su parte, sigue en proceso de formación el Área de Conservación Transfonteriza Niassa-Selou, con la unión de la Reserva Nacional de Niassa, de 42.000 km², al norte del país, y la Reserva de caza Selous, en Tanzania, que tiene unos 50.000 km², unidas por el Corredor de Vida Salvaje Selous-Niassa. Entre ambas, darían lugar a una reserva de más de cien mil kilómetros cuadrados, la más grande del mundo. Desgraciadamente, la caza furtiva pone en peligro la existencia de la mayor población del mundo de elefantes, muchos de los cuales circulan entre Mozambique y Tanzania.